# ツラギ (護衛空母)
ツラギ (USS Tulagi, CVE-72) は、アメリカ海軍の護衛空母。カサブランカ級航空母艦の18番艦。艦名はソロモン諸島のツラギ島に因んで命名された。

## 艦歴
艦は「フォルタゼラ・ベイ (Fortazela Bay, ACV-72) 」として合衆国海事委員会の契約下ワシントン州バンクーバーのカイザー造船所で1943年6月7日に起工し、1943年7月15日にCVE-72（護衛空母）へと艦種変更される。1943年10月19日に正しい名前である「フォルタレザ・ベイ (Fortaleza Bay) 」に訂正されたが、1943年11月6日に「ツラギ」と改名された。1943年11月15日にジェームズ・デューク・アーナー夫人によって進水し、1943年12月21日にジョゼフ・キャンベル・クローニン艦長の指揮下で就役した。

### 1944年
就役後は1944年1月17日にシアトルを出航し、サンフランシスコで物資、航空機、兵員を積み込みハワイへ向かう。「ツラギ」は真珠湾を1月29日に出航、サンディエゴに帰還すると2月4日に兵員を乗艦させる。2月の大半はサンディエゴ沖での訓練演習に費やされ、その後パナマ運河地帯を経由してバージニア州ハンプトン・ローズに向かった。3月17日にノーフォークに到着し、オーバーホールと信頼性試験を受ける。
「ツラギ」は5月後半に陸軍航空隊の航空機を搭載し、28日にニューヨークを出航、他の2隻の空母および護衛艦と共に船団を形成した。6月6日、初めて外国の港に入港した。積み荷を降ろすと35名の捕虜を含む乗客を乗艦させ、本国へ向かった。
1944年6月17日にノーフォークに到着、その後「ツラギ」は6月下旬にロードアイランド州クォンセット・ポイントに向かい、同地で乗客、航空機および機材を降ろした。6月30日、第27.7任務群の司令官カルヴァン・T・ダージン少将を乗せナラガンセット湾を出港し東方に向かい、途中アルジェリアのオランで砲術訓練を行った。7月26日にマルタを訪問し、翌週は訓練で過ごした。その中にはフランス侵攻作戦、ドラグーン作戦に備えたアフリカおよびイタリアの港の沖合での偽装訓練も含まれた。
D-デイ当日、「ツラギ」は海岸から45マイル沖で巡航した。5時46分にF6F艦上戦闘機の第一陣を発艦させる。翌週、「ツラギ」からの攻撃部隊は68の任務で276回出撃し、敵陣に対して大きな損害を与えた。天候は空母艦載機にとっておおむね任務を果たすのに適した状態であり、沿岸の様々な標的に対して攻撃を行い、その中には砲台および鉄道設備も含まれた。8月21日は「ツラギ」にとって、ドラグーン作戦支援の最終日であった。ドイツ軍部隊は連合軍の攻勢により退却中であった。「ツラギ」の搭載機はリムーランの付近を行列するドイツ軍部隊に対して攻撃を行い、ドイツ空軍のJu 52輸送機を3機撃墜した。
オランで物資と燃料を補給した後、「ツラギ」は9月6日に帰国の途に就く。ノーフォークでの短期オーバーホール後、パナマに向かい、運河を通過、10月26日にサンディエゴに到着した。同地でハワイへ運ぶ2航空団を乗艦させ、10月29日に西海岸を出航した。11月5日に真珠湾に到着し、対潜水艦戦演習および砲術演習に加わった。11月24日に特別対潜任務群と共に出航し、マーシャル諸島、ウルシー環礁を経由してサイパン島での掃海任務に当たる。12月を通してパラオおよびマリアナ諸島南方で対潜哨戒に当たった。

### 1945年
1945年の元日、「ツラギ」はリンガエン湾およびルソン島への侵攻作戦に参加する。ジェシー・B・オルデンドルフ中将率いる、オーストラリア海軍艦船も含んだ164隻もの艦船で構成された艦隊は、2日後にスリガオ海峡を通過する。その頃から、フィリピンの日本軍は艦隊に対して100機以上の神風特攻隊による波状攻撃を仕掛けてきた。続く3日間の間、艦隊は特攻隊の洗礼を受け続けた。1月4日、艦隊はF4F艦上戦闘機40機と陸軍戦闘機20機が上空を哨戒するスールー海を航行中、神風特攻旭日隊（彗星2機）、一誠隊（一式戦闘機2機）、進襲隊（九九式襲撃機1機）の攻撃を受ける。1機の特攻機が空母「ルンガ・ポイント (USS Lunga Point, CVE-94) 」に突入するかに見えたが、撃墜された。「ツラギ」の乗員は、その光景に続いて空母「オマニー・ベイ (USS Ommaney Bay, CVE-79) 」に彗星が突入する瞬間を目撃した。「オマニー・ベイ」は炎上した後、味方の手によって処分された。翌1月5日、艦隊はミンドロ海峡を通過して南シナ海の一角に入りつつあった。これは同時に、マニラ近辺の航空基地との距離が縮まって、特攻攻撃に晒されやすくなった事も意味していた。上空哨戒の戦闘機は、接近してきた2機の零戦特攻機を撃墜したが、別の特攻機3機が戦闘機の哨戒網を突破。2機は撃墜されたが、残る1機が重巡洋艦「ルイビル (USS Louisville, CA-28) 」に命中した。
1月9日、リンガエン湾への上陸作戦が開始された。「ツラギ」の航空機は対地攻撃や上空哨戒に従事。1月12日にもリンガエン湾上空を哨戒する航空機を発進させた。翌1月13日、「ツラギ」は1機の特攻機の攻撃を受けた。この特攻機は、右舷側を後方へ突き抜けて突入を試みたものの、最終的には撃墜された。1月17日に至り、アメリカ陸軍航空軍は航空基地を確保。リンガエン湾上空の哨戒任務は陸軍航空軍の担当に代わった。「ツラギ」はサンバレス州沿岸部に移動し、同地に対する上陸作戦の支援に従事。この方面での32日間の行動で、初めの2日間以外の日に実施していた航空活動を終えた「ツラギ」はウルシーに向かい、2月5日に到着した。2月21日、グアムを出撃し、3月1日には硫黄島西方洋上に到着して、以後3月11日まで硫黄島の戦いの支援で対潜哨戒と対空哨戒を行った。3月14日にウルシーに帰投し、次の沖縄戦のための準備を始めた。
3月末から6月前半までの、沖縄戦の時期とほぼ重なる期間中、「ツラギ」は他の護衛空母と交互で沖縄方面での全般支援任務に就いた。4月3日、4機の零戦特攻機が攻撃を仕掛けてきたが、すべて撃墜された。「ツラギ」は整備のため慶良間諸島に向かったが、到着した4月6日は菊水一号作戦の初日であった。対空砲火により1機の特攻機をとらえたが、この特攻機は炎に包まれながらも戦車揚陸艦に向けて突入していった。間もなく、「ツラギ」は対空砲火で別の特攻機を撃墜した。4月7日、沖縄沖での哨戒任務に戻り、対地攻撃と写真偵察、哨戒任務を再開した。4月13日には宮古島の航空基地に対して空襲を行うと同時に、航路帯の対潜哨戒を実施した。4月29日、「ツラギ」の艦載機が潜水艦を発見し、攻撃により潜水艦を撃沈した。この潜水艦は「呂46」だった。
この長く困難な巡航の後、「ツラギ」は1945年6月6日にグアムアプラ港に到着した。6月8日にマリアナ諸島を出航しサンディエゴに向かう。西海岸ではオーバーホール、公試および訓練でその年の夏を過ごした。サンディエゴでの活動中に戦争は終了し、9月4日に西海岸を出航、ハワイを経由してフィリピンに向かう。サマール島では航空機を積み込み帰路に就く。10月に真珠湾に到着した後、サンディエゴには1946年1月に到着。2月2日に不活性化のためワシントン州ポートエンジェルスの第19艦隊に合流した。1946年4月30日に退役し、5月8日に除籍された。
「ツラギ」は第二次世界大戦の戦功での4つの従軍星章を受章した。